# Gypona decorana
Gypona decorana är en insektsart som beskrevs av Delong 1981. Gypona decorana ingår i släktet Gypona och familjen dvärgstritar. Inga underarter finns listade i Catalogue of Life.